# ديزموند ترافيرس
ديزموند ترافيرس (بالإنجليزية: Desmond Travers)‏ (مواليد 1941) هو عقيد متقاعد من الجيش الأيرلندي، خدم عسكريًا لمدة أربعين عامًا، أسس فيها أحد معهدي التدريب التابعين للجيش الأيرلندي، عمل قائدًا لقوات حفظ السلام التابعة للأمم المتحدة والاتحاد الأوروبي في كل من قبرص ولبنان ويوغسلافيا. وهو باحث في التاريخ العسكري، تنشر أعماله دوليًا من وقت لآخر، حاليًا هو عضو في مجلس إدارة المعهد الدولي للمباحث الجنائية. شارك في بعثة الأمم المتحدة لتقصي الحقائق في نزاع غزة.

## الحياة المهنية
بدأ ديزموند ترافيرس التدرب في الجيش الأيرلندي في عام 1961 عندما أصبحت أيرلندا مشاركة في قوات حفظ السلام التابعة للأمم المتحدة. خدم لأول مرة في قبرص، وتزوج في الوقت ذاته، لاحقًا قاد القوات هناك، وفي لبنان وكرواتيا وسراييفو حيث ترأس إدارة للمعلومات والعمليات لمنظمة مراقبة تابعة للاتحاد الأوروبي. من سراييفو، أصبح قائدًا للكلية العسكرية الأيرلندية، وتقاعد في 2001.
بعد الغزو الإسرائيلي للبنان في العام 1987، تطوع ترافيرس للعمل كمراقب عسكري هناك. وعاش هو وعائلته في شمال إسرائيل لمدة سنتين. تم اختطافه وأثره بواسطة كل من الفصائل المسلحة الفلسطينية-اللبنانية والجيش الإسرائيلي.
بعد التقاعد أصبح ترافيرس طالبًا للقانون الدولي الإنساني تحت إشراف الأستاذ ويليام شوابس في المحكمة الجنائية الدولية في لاهاي، حيث قام ديزموند بتدريس فصل للشئون العسكرية.

## بعثة الأمم المتحدة لتقصي الحقائق
شارك ديزموند ترافيرس في بعثة الأمم المتحدة لتقصي الحقائق في حرب غزة، وقبل أن تعطى بعثة تقصي الحقائق تفويضها في 3 أبريل، 2009، قام العقيد ترافيرس بدراسة لما حدث في حرب غزة بناء على طلب رئيس البعثة ريتشارد غولدستون، استمر في دراسته لمدة ستة أسابيع، واستنتج أن الحرب كانت عملية إسرائيلية بناء على تكتيكات معروفة، وأن الكثير من الأهداف التي قصفتها قوات الجيش الإسرائيلي كانت ذات أهمية من الناحية العسكرية. وقد رفض ترافيرس الصور التي قدمتها إسرائيل والتي استندت إليها في اتهام حماس بإخفاء الأسلحة في المساجد خلال حرب غزة، وقال أن هذه الصور زائفة. وصرح بأن كل الجهود لإحباط لجنة تقصي الحقائق قد باءت بالفشل، وقال «إن محكمة الرأي العام الدولي تبدو مصممة على أن يرى هذا التقرير (تقرير غولدستون) النور».
بين العقيد المتقاعد ديزموند ترافيرس أن لحماس الحق في الدفاع عن قطاع غزة، بغض النظر عن الخلاف حول شرعية سلطتها، وقال إن من حق الفلسطينيين في غزة أن ينتظموا في تنظيمات عسكرية للدفاع عن أنفسهم. وأكد أن بعثة تقصي الحقائق فهمت أن الدمار الكبير الذي تسببت به إسرائيل في غزة كان الهدف منه معاقبة سكانها بسبب تصويتهم لحركة حماس في الانتخابات التشريعية في 2006. وقال أن إسرائيل لم تحقق شيءًا من الحرب في غزة، كما لم تفعل في حرب لبنان 2006، وأضاف أنها فقط جعلت حماس وحزب الله «أقوى من أي وقت مضى».

## تصريحات ونشاطات
اتهم ديزموند ترافيرس إسرائيل بقتل جنود قوات حفظ السلام الأيرلنديين وإطلاق النار على آخرين في جنوب لبنان. كما اتهم ترافيرس اللوبي اليهودي بالتأثير على السياسة الخارجية البريطانية في الشرق الأوسط. وشارك ديزموند ترافيرس بإلقاء محاضرة عن حصار غزة في إطار فعاليات أسبوع الأبارتيد الإسرائيلي. في مجلس الشيوخ الفرنسي، قال ديزموند ترافيرس أنه لو تم تنفيذ التوصيات التي جاءت في تقرير غولدستون، لما كانت أحداث أسطول الحرية لتقع.